# مارک مانگا
مارک مانگا (انگلیسی: Marc Manga؛ زادهٔ ۱۶ ژانویهٔ ۱۹۸۸) بازیکن فوتبال اهل فرانسه است.
از باشگاه‌هایی که در آن بازی کرده‌است می‌توان به باشگاه فوتبال روچدیل اشاره کرد.